# 尹宝莲
尹宝莲（1950年12月22日—），台湾女演员，曾参与多部电视剧的演出。2000年后淡出演艺圈，旅居在美国洛杉矶。

## 作品列表
年份为播出年份

### 电视剧（台视）
1975年 金玉緣 饰演 崔媽媽

1976年 满庭芳 饰演 陈淑萍

1976年 周三劇場─結 饰演 秋蓮 

1976年 周三劇場─怪屋疑案 饰演 捕頭妻 

1976年 周三劇場─月夜風高 饰演 謝月梅 

1976年 周三劇場─誰是兇手 饰演 曼君 

1976年 周三劇場─怪客 饰演 素琴 

1976年 周三劇場─大鬍子 饰演 林玉霜 

1976年 周三劇場─豫園殘夢 饰演 芙蓉 

1976年 再生緣 饰演 恭王福晉

1977年 满园春 饰演 沈亚琴

1977年 似水年华 饰演 龚若兰

1977年 絕代雙驕 饰演 怜星宫主

1977年 风雨生信心 饰演 赵璐

1977年 情深深 飾演 惠華

1978年 铁血柔情

1978年 周三劇場─高陞客棧  饰演 蕙湘 

1978年 梅岭飘香 飾演 令狐秋霜

1978年 少年遊  飾演 陸屏

1979年 侠骨丹心 飾演 狄雪瓊    

1979年 彩霞满情天 飾演 李玉絹  

1979年金鳳凰 饰演 李素蓮

1979年吉星高照 饰演 方春花

1980年 金菩萨 饰演 查公子（反串）

1980年 春閨夢 饰演 鄧宜文

1980年 英雄本无泪 饰演 华曼君（改编自古龙原著 多情剑客无情剑 ，对应小说角色为林诗音)

1981年 七年一觉飘香梦

1981年 双印传奇 饰演 慈安太后

1983年 风满楼·情满楼 飾演 林靜華

1985年 笑傲江湖 饰演 宁中则

1985年 回首斜阳 饰演 左如萍

1985年 第一次接触

1986年 慈禧外传 饰演 琪儿

1986年 金色山庄 饰演 林宝莲

1986年 我家的诺贝尔

1986年 火车经过时

1987年 飞越生命线

1987年 有谁看到我女儿

1987年 观世音收红孩儿 饰演 观世音

1987年 鍾馗嫁妹 飾演 王母娘娘

1987年 还君明珠 饰演 何绣容

1987年 婚姻不像书上说的

1987年 俏妞行大运 饰演 田母

1988年 心居

1988年 不再想起

1988年 黄金孔雀城 飾演 崔綠袖

1989年 情深无怨尤

1989年 邮差总是按对铃 饰演 贵妇（蓝小姐）

1989年 春去春又回 饰演 余静音

1991年 黑潮

1991年 碧海情天 饰演 周氏

1992年 七色桥 饰演 王梅心

1992年 末代皇孙

1992年 新白娘子传奇 饰演 许姣容

1993年 聊斋·狐媚 饰演 王夫人

1993年 聊斋·鲁公女 饰演 鲁夫人

1994年 侠义见青天 饰演 襄阳王夫人

1999年 燕双飞 吕示梅

### 电视剧（中视）
1990年 又见夕阳红 饰演 李彩云

1991年 望夫崖 饰演 叶咏晴

1991年 长官好 饰演 曾母

1992年 财神爷报到 饰演 叶母(何梦爱)

1994年 回首千山路

1995年 帝女花 饰演 太后

1995年 人面桃花 饰演 沈婆婆

1995年 天师钟馗·倩女情仇 饰演 千年树精

### 电视剧（华视）
1989年 六壮士·周处除三害 饰演 周处母

1991年 昨夜情深 饰演 孙久芳

1992年 刘伯温传奇 饰演 江夫人

1993年 包青天·狄青 饰演 狄娘娘

1994年 路长情更长 饰演 如卿

1997年 她租了个女人 饰演 王玉芝

1997年 女人三十

1998年 超级世家 饰演 孟薇

1998年 华视剧展─轨迹 饰演 徐母

### 电视剧（大爱）
2000年 日出 饰演 林婉華

2001年 再爱一次

### 电影
1976年 金霸王

1978年 雾茫茫 饰演 淑兰

1978年 处处闻啼鸟 饰演 沈雅萍

1978年 侠骨柔情赤子心

1978年 你不要走 饰演 高婷婷

1978年 又是黄昏

1981年 情探

1982年 苦恋

1983年 隐身忍者

1987年 摩登女性

1987年 新桃太郎

### 舞台剧
1988年 红楼梦 饰演 王熙凤